# 千葉県道283号若宮西船市川線
千葉県道283号若宮西船市川線（ちばけんどう283ごう わかみやにしふないちかわせん）は、千葉県市川市若宮の千葉県道59号市川印西線、千葉県道180号松戸原木線との交点である「北方十字路」交差点を起点とし、船橋市を経て、千葉県市川市市川の国道14号、千葉県道1号市川松戸線との交点である「市川広小路」交差点を終点とする一般県道である。

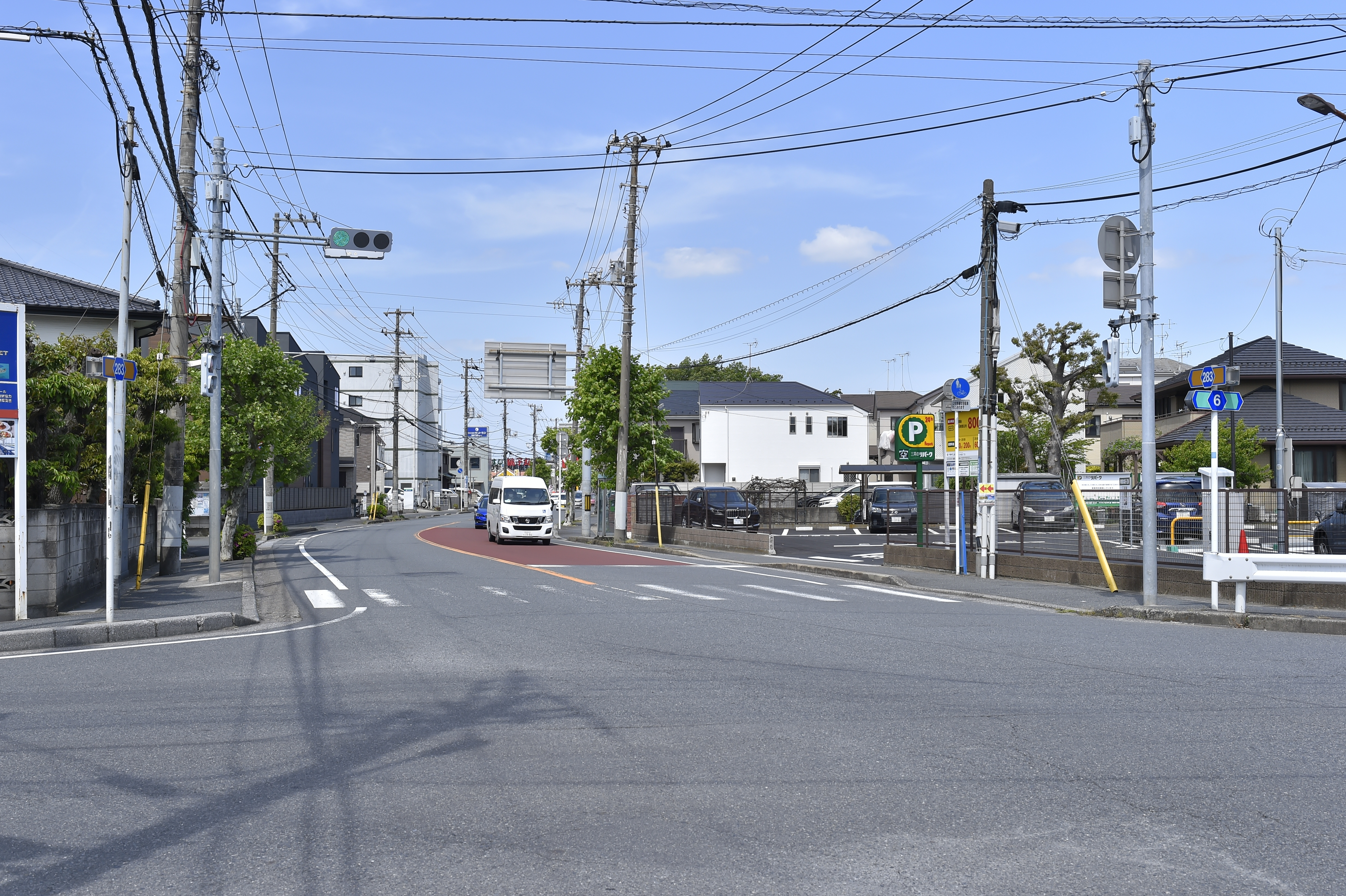
千葉県道283号若宮西船市川線・市川市稲荷木1丁目（2023年4月）

## 路線概要
- 起点：市川市若宮、「北方十字路交差点」
- 終点：市川市市川、「市川広小路交差点」
- 総延長：*.* km（葛南土木事務所管内：*.* km）
- 重用延長：*.* km（葛南土木事務所管内：*.* km）
- 実延長：5.451 km（葛南土木事務所管内：5.451 km[1]）

## 重複区間
- 千葉県道180号松戸原木線（起点 - 市川市二俣）
- 千葉県道6号市川浦安線（市川市南八幡　市川インター北側交差点 - 市川市大和田）

## 地理

### 通過する自治体
- 千葉県
  - 市川市 - 船橋市 - 市川市

### 交差する道路

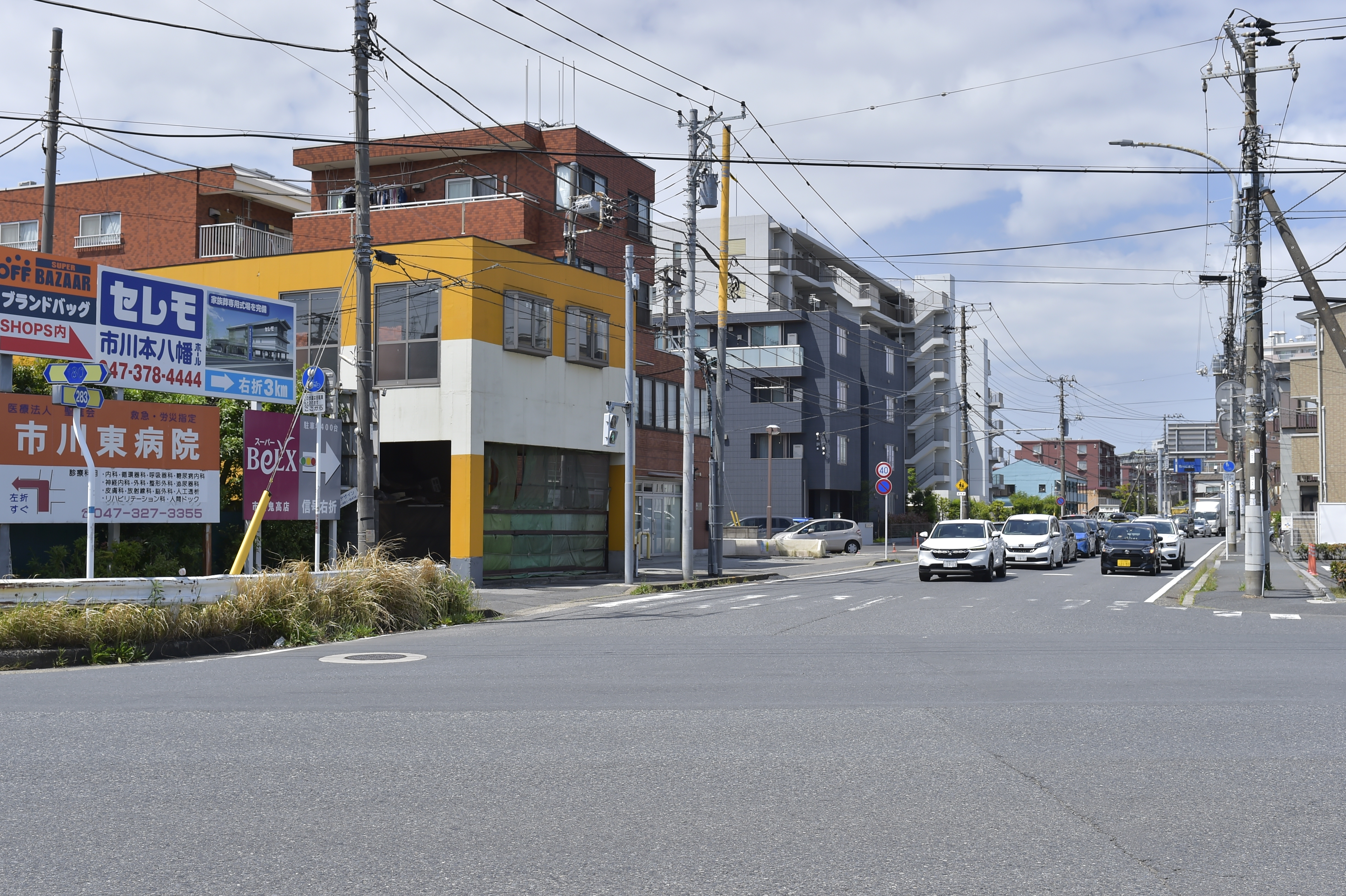
市川市二俣一丁目の千葉県道180号交点（2023年4月）

- 千葉県道59号市川印西線、千葉県道180号松戸原木線（市川市若宮　北方十字路交差点）
- 国道14号（船橋市西船　中山競馬場入口交差点）
- 千葉県道180号松戸原木線（市川市二俣）
- 千葉県道6号市川浦安線（市川市南八幡　市川インター北側交差点）
- 国道298号（市川市稲荷木）
- 千葉県道6号市川浦安線（市川市大和田）
- 国道14号、千葉県道1号市川松戸線（市川市市川　市川広小路交差点、終点）

### 沿線
- 中山競馬場
- 東中山駅 - 京成本線
- 市川警察署（市川市鬼高4丁目）
- 北越コーポレーション関東工場市川工務部（市川市大洲3丁目）